# Никола Багаш
Никола Багаш (на сръбски: Никола Багаш; на латински: Nicholas Baldouin Pagases) е сръбски благородник от XIV век.

## Биография
Никола Багаш е сръбски благородник от Костур, жупан на Воден и Трикала. Преди 1384 година, когато неговото владение е напълно завладяно от Османската империя, той дарява манастира „Света Богородица Мавровска“ с прилежащите селища, църкви и други собствености на манастира „Свети Павел“, чийто игумен е брат му Антоний Багаш. В потвърждаващия дарението христовул, Багаш не използва никаква титла за себе си. Багаш е женен за дъщерята на Радослав Хлапен, от който като зестра получава района на Воден вероятно между 1366—1367 година. Преди 1385 година Багаш става васал на Османския султан Мурад I.